# Finanční ředitelství
Finanční ředitelství vzniklo roku 1991 po vzniku zákona č. 531/1990 Sb. o územních finančních orgánech a fungovalo do roku 2013, kdy byl tento zákon zrušen a nastala restrukturalizace finanční správy České republiky a finanční ředitelství bylo na základě zákona č. 456/2011 Sb. o finanční správě ČR, nahrazeno Generálním finančním ředitelstvím a odvolacím finančním ředitelstvím.
Finanční ředitelství definujeme jako jednu ze součástí sítě organizačních složek státu, které bylo svým konáním napojené na státní rozpočet. Každé z finančních ředitelství (celkově jich bylo osm) mělo svou působnost v konkrétním územním obvodu, který byl dále tvořen dílčími územními obvody spadající pod kontrolu finančních úřadů. Za jejich činnost zodpovídalo a ručilo finanční ředitelství, které svým finančním úřadům zajišťovalo jak osobní, tak i věcné potřeby.

## Organizace finančního ředitelství
V čele finančních ředitelství stál a za jejich činnost zodpovídal ředitel. Každý ředitel finančních ředitelství měl svého zástupce a oba byli jmenováni i odvoláváni do svých funkcí ministrem financí. Finanční úřady byly podřízeny finančním ředitelstvím a všechna finanční ředitelství byla podřízena a spravována jedním orgánem České republiky, Ministerstvem financí - Ústředím finančního a daňového ředitelství (MF-ÚFDŘ).

## Činnosti finančních ředitelství
- Řídily finanční úřady v daných územních obvodech.
- Staraly se o správu daní včetně vyhledávací činnosti, rozsah byl daný zákonem č. 531/1990 Sb. nebo zvláštním právním předpisem.
- Přezkoumávaly a hodnotily prvoinstanční rozhodnutí vydané finančními úřady v daňovém a správním řízení.[5]
- Uskutečňovaly revize a prováděly finanční i cenovou kontrolu dle zvláštního právního předpisu.
- Prováděly řízení o přestupcích týkající se svého oboru působnosti.
- Rozhodovaly o míře pravosti a výši pohledávek na daních, obvodech či dalších jimi spravovaných příjmech v konkurzním řízení, daného zvláštním právním předpisem.
- V krajních a odůvodněných případech uskutečňovaly úkony, které patřily do pravomoci finančních úřadů, anebo se na realizování zmíněných úkonů mohly podílet.
- Zpracovávaly a hodnotily údaje získané při výkonu práce daných územních finančních orgánů ve svém územním obvodu.
- Mohly v místě své působnosti, v krajních a odůvodněných případech, pověřit uskutečněním některých úkonů v oblasti správy daní, dotací a řízení o přestupcích jiný, než místně určený a příslušný finanční úřad.[3][5]

## Sídla a územní působnost finančních ředitelství

##### Finanční ředitelství pro hl. m. Prahu
- Mělo sídlo v Praze a územní obvod byl tvořen územními obvody finančních úřadů pro: Prahu 1; Prahu 2; Prahu 3; Prahu 4; Prahu-Jižní Město; Prahu-Modřany; Prahu 5; Prahu 6; Prahu 7; Prahu 8; Prahu 9; Prahu 10.[4]

##### Finanční ředitelství v Praze
- Mělo sídlo v Praze a územní obvod byl tvořen územními obvody finančních úřadů v městech: Benešov, Vlašim, Votice, Beroun, Hořovice, Kladno, Slané, Kolín, Český Brod, Kutná Hora, Čáslav, Mělník, Kralupy nad Vltavou, Neratovice, Mladá Boleslav, Mnichovo Hradiště, Nymburk, Poděbrady, Brandýs nad Labem-Stará Boleslav, Říčany, Praha-západ, Příbram, Dobříš, Sedlčany, Rakovník.[4]

##### Finanční ředitelství v Českých Budějovicích
- Mělo sídlo v Českých Budějovicích a územní obvod byl tvořen územními obvody finančních úřadů v městech: České Budějovice, Trhové Sviny, Týn nad Vltavou, Český Krumlov, Kaplice, Jindřichův Hradec, Dačice, Třeboň, Písek, Milevsko, Prachatice, Vimperk, Strakonice, Blatná, Vodňany, Tábor, Soběslav.[4]

##### Finanční ředitelství v Plzni
- Mělo sídlo v Plzni a územní obvod byl tvořen územními obvody finančních úřadů v městech: Domažlice, Horšovský Týn, Cheb, Aš, Mariánské Lázně, Karlovy Vary, Ostrov, Klatovy, Horažďovice, Sušice, Plzeň, Plzeň-jih, Blovice, Přeštice, Plzeň-sever, Kralovice, Rokycany, Sokolov, Kraslice, Tachov, Stříbro.[4]

##### Finanční ředitelství v Ústí nad Labem
- Mělo sídlo v Ústí nad Labem a územní obvod byl tvořen územními obvody finančních úřadů v městech: Česká Lípa, Nový Bor, Děčín, Rumburk, Chomutov, Kadaň, Jablonec nad Nisou, Tanvald, Železný Brod, Liberec, Frýdlant, Litoměřice, Libochovice, Roudnice nad Labem, Louny, Podbořany, Žatec, Most, Litvínov, Semily, Jilemnice, Turnov, Teplice, Bílina, Ústí nad Labem.[4]

##### Finanční ředitelství v Hradci Králové
- Mělo sídlo v Hradci Králové a územní obvod byl tvořen územními obvody finančních úřadů v městech: Hradec Králové, Nový Bydžov, Chrudim, Hlinsko, Jičín, Hořice, Nový Pace, Náchod, Broumov, Jaroměř, Pardubice, Holice, Přelouč, Rychnov nad Kněžnou, Dobruška, Kostelec nad Orlicí, Svitavy, Litomyšl, Moravská Třebová, Trutnov, Dvůr Králové nad Labem, Vrchlabí, Ústí nad Orlicí, Vysoké Mýto, Žamberk.[4]

##### Finanční ředitelství v Brně
- Mělo sídlo v Brně a územní obvod byl tvořen územními obvody finančních úřadů v městech: Blansko, Boskovice, Brno I, Brno II, Brno III, Brno IV, Brno-venkov, Ivančice, Tišnov, Břeclav, Hustopeče, Mikulov, Havlíčkův Brod, Chotěboř, Ledeč nad Sázavou, Hodonín, Kyjov, Veselí nad Moravou, Jihlava, Telč, Kroměříž, Bystřice pod Hostýnem, Holešov, Pelhřimov, Humpolec, Pacov, Třebíč, Moravské Budějovice, Náměšť nad Oslavou, Uherské Hradiště, Uherský Brod, Vsetín, Rožnov pod Radhoštěm, Valašské Meziříčí, Vyškov, Bučovice, Slavkov u Brna, Zlín, Luhačovice, Otrokovice, Valašské Klobouky, Znojmo, Moravský Krumlov, Žďár nad Sázavou, Bystřice nad Pernštejnem, Velké Meziříčí.[4]

##### Finanční ředitelství v Ostravě
- Měl sídlo v Ostravě a územní obvod byl tvořen územními obvody finančních úřadů v městech: Bruntál, Krnov, Frýdek-Místek, Frýdlant nad Ostravicí, Třinec, Jeseníky, Karviná, Bohumín, Český Těšín, Havířov, Orlová, Nový Jičín, Fulnek, Kopřivnice, Olomouc, Litovel, Šternberk, Opava, Hlučín, Ostrava I, Ostrava II, Ostrava III, Prostějov, Konice, Přerov, Hranice, Šumperk, Zábřeh.[4]

## Finance na půdě EU
V Evropské unii finance spadají pod působnost Evropské komise, skládající se z komisařů. Každý komisař má na starosti generální ředitelství věnující se určité oblasti. Problematika financí spadá do působnosti Generálního ředitelství pro daně a celní unii a Generálního ředitelství pro hospodářské a finanční záležitosti. Obě tato ředitelství momentálně spravuje italský komisař Paola Gentiloni. Tématu financí se pak také věnuje Generální ředitelství pro finanční stabilitu, služby a unii kapitálových trhů pod vedením lotyšského komisaře Valdise Dombrovskise a Generální ředitelství pro vnitřní trh, průmysl, podnikání a malé a střední podniky pod vedením francouzského komisaře Thierryho Bretona.
Členění generálních ředitelství na jednotlivé oblasti připomíná vládní úřady. Generální ředitelství se vnitřně dále dělí na tři až čtyři ředitelství a ty následně na divize. Uspořádání jednotlivých ředitelství záleží na konkrétním sektoru, a proto se značně liší, jak z hlediska vnitřní organizace, tak i velikosti. Z personálního hlediska se velikost generálních ředitelství pohybuje okolo 400 osob, samozřejmě s mnohými odchylkami.

### Právní předpisy
- Zákon České národní rady o územních finančních orgánech č. 531/1990 Sb.
- Zákon o Finanční správě České republiky č. 456/2011 Sb.